# Es Fangar

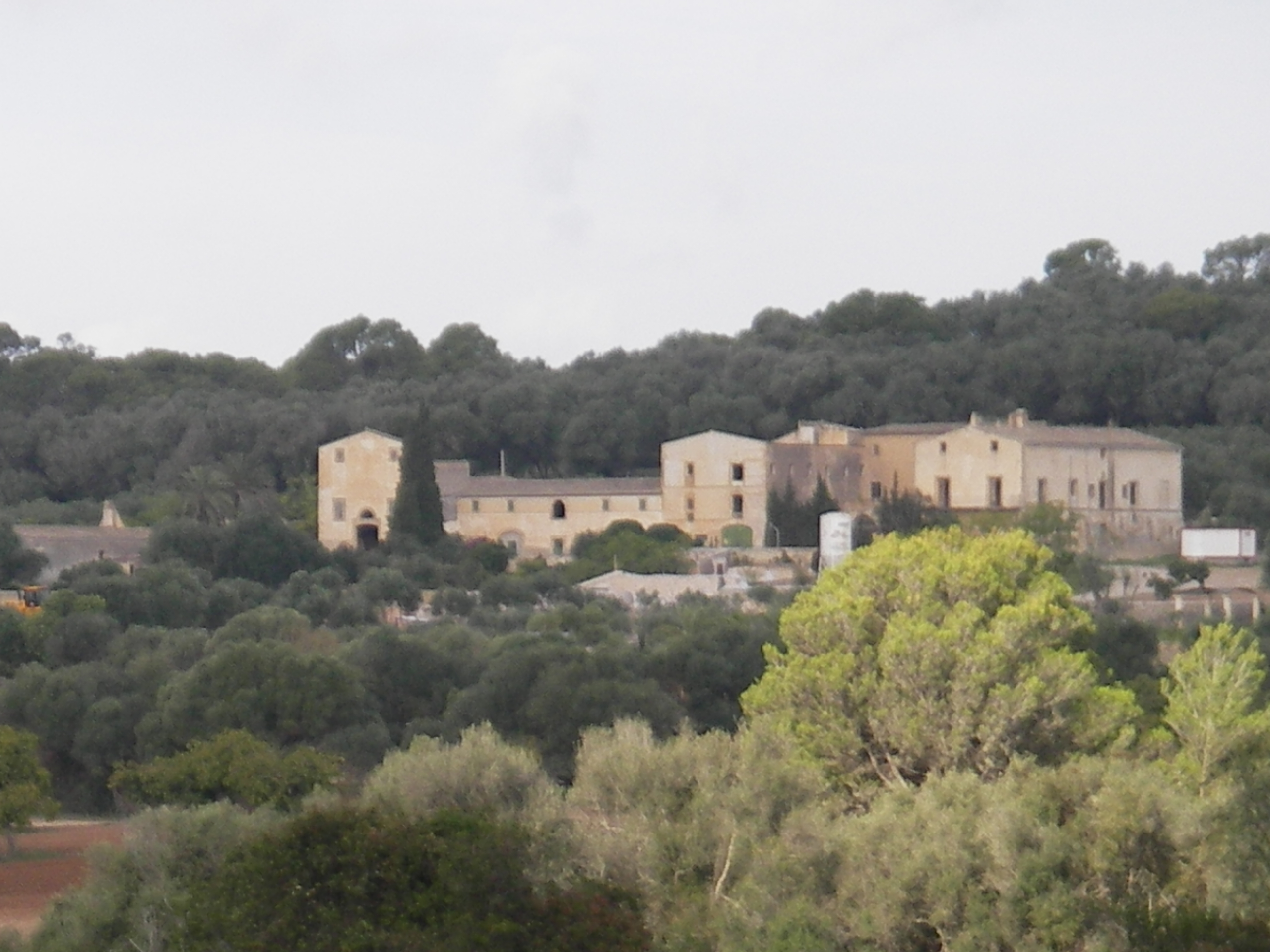
Casa principal de la finca.

Es Fangar es una finca situada al sudeste de Son Maciá, lindante con el municipio de Felanich. Es la de mayor superficie de Manacor (España) y una de las más extensas de Mallorca.
A partir del siglo XV perteneció a la familia Truyols, marqueses de la Torre, hasta que a principios del siglo XX la compró la familia Bonnín. A principios del siglo XXI fue comprada por una sociedad alemana, la cual está llevando a término labores de recuperación del suelo agrícola, mucho de él convertido por la dejadez de años atrás en matorrales y bosque bajo. Actualmente se siembra viña y olivos.
Una gran parte de la finca está catalogada como ANEI (Área Natural de Especial Interés). En el término municipal de Campanet (Mallorca) existe también una finca rústica llamada "Es Fangar". Perteneció esta última hasta principios del XIX a la familia Socias.